# Xavier Malle

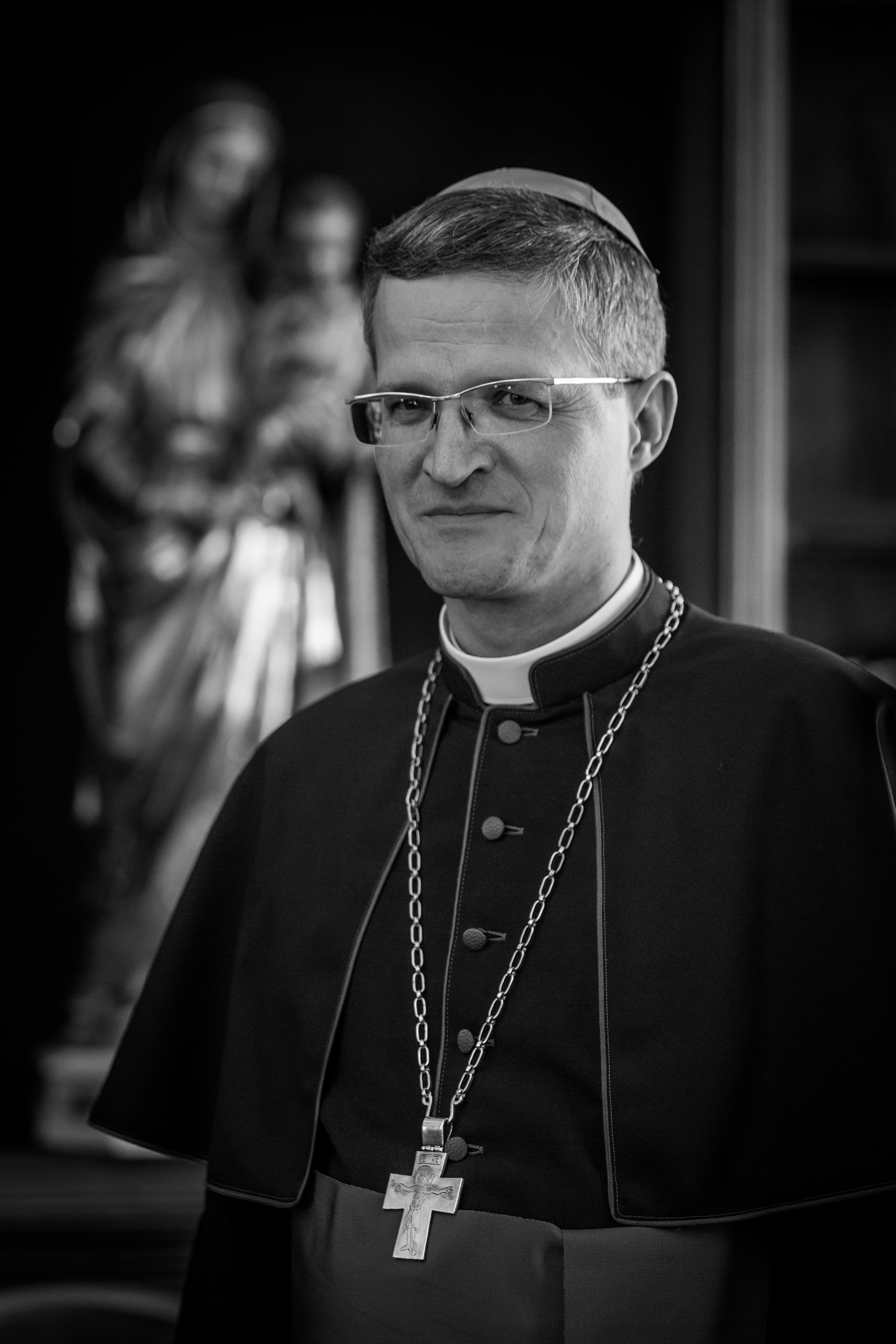
Xavier Malle (2017)

Wappen von Xavier Malle

Xavier Malle (* 14. September 1965 in Valenciennes, Frankreich) ist ein französischer Theologe. Er ist Bischof von Gap.

## Leben
Malle wuchs in Straßburg auf. Er besuchte das Bischöfliche Kolleg Saint-Étienne und macht dort 1983 sein Abitur. Nach seinem Jurastudium in Nancy erwarb er ein Diplom am Institut d’études politiques de Paris. Er wurde Leiter des Büros des Bürgermeisters von Cognac (1989–1994).
Seine theologische Ausbildung erhielt er am Französischen Priesterseminar in Rom und an der Päpstlichen Universität Gregoriana. Er hat einen Abschluss in Theologie mit einer Abschlussarbeit mit dem Titel „Wie ein Überschuss an Liebe, spirituelle Wiedergutmachung an der Schule der Heiligen Marguerite-Marie, ein aktualisierter Aufsatz“.
Xavier Malle empfing am 2. Juli 2000 das Sakrament der Priesterweihe für das Erzbistum Tours. Am 8. April 2017 ernannte ihn Papst Franziskus zum Bischof von Gap. Die Bischofsweihe spendete ihm am 11. Juni 2017 Georges Pontier, der Erzbischof von Marseille. Mitkonsekratoren waren der Erzbischof von Tours, Bernard-Nicolas Jean-Marie Aubertin, und der Bischof von Grenoble und Vienne, Guy de Kerimel.